# 第98回全国高等学校野球選手権大会
第98回全国高等学校野球選手権大会（だい98かいぜんこくこうとうがっこうやきゅうせんしゅけんたいかい）は、2016年8月7日から8月21日までの14日間（休養日を除く）にわたって阪神甲子園球場で行われた全国高等学校野球選手権大会である。
キャッチフレーズは「ワクワク、ドキドキ甲子園」。

## 概要
第88回選抜大会と同様に、甲子園球場のバックネット裏前方の118席に「ドリームシート」が設定された。

## 日程
- 2016年
  - 1月27日 - 第1回運営委員会を開催。大会日程を協議し、開幕日を8月7日とすることなどを決定[4]。前年の第97回大会から開幕日を1日ずらしたのは、リオデジャネイロオリンピック開会式が8月6日に組まれていることに配慮したもの[4]。
  - 4月20日 - 第2回運営委員会を開催し、8月21日に予定される決勝戦の試合開始時刻について、例年より1時間遅らせて14時00分とすることを決定した。これはリオデジャネイロオリンピックの競技の日本でのテレビ中継放送時間と重なることを避けるための措置[3]。
  - 6月8日 - 高野連が本大会の準決勝試合開始時間を従来より1時間早め、第一試合を午前10時に開始することを発表[5]。
  - 6月10日 - 地方大会の日程を発表。ただし、この時点で熊本地震の被災地・熊本は会期・会場とも未定[6]。
  - 6月18日 - 沖縄大会を皮切りに地方大会が開幕。
  - 6月21日 - 熊本大会の日程が正式決定[7]。
  - 7月8日 - 全国高等学校野球選手権地方大会の組み合わせ抽選会がすべて終了し、参加校が前年より32校少ない3874校で確定。
  - 7月22日 - 前年度佐賀代表の龍谷で野球部員の喫煙が発覚し、佐賀大会の準決勝を出場辞退。対戦相手の唐津商は不戦勝で決勝進出。
  - 7月31日 - 神奈川大会、大阪大会を最後に地方大会が終了。
  - 8月1日から4日 - 出場校による甲子園練習（4日間）。
  - 8月4日 - 組み合わせ抽選会をフェスティバルホールで開催。
  - 8月7日 - 開会式。
  - 8月14日 - 2回戦第4試合、横浜（神奈川）対履正社（大阪）戦で2回裏履正社の攻撃中、雷雨による悪天候の為に43分にわたって中断。試合再開直後に、再度40分にわたって試合中断。試合時間は1時間23分間の中断を含めて合計3時間40分と、今大会最長となった。
  - 8月19日 - 休養日。
  - 8月21日 - 決勝戦が本大会より14時開始となり、作新学院（栃木）が、7-1で北海（南北海道）を下し、1962年（第44回）以来54年ぶり2回目の優勝。閉会式。

## 代表校
| 地方大会 | 代表校       | 出場回数       |
| -------- | ------------ | -------------- |
| 北北海道 | クラーク国際 | 初出場         |
| 南北海道 | 北海         | 2年連続37回目  |
| 青森     | 八戸学院光星 | 2年ぶり8回目   |
| 岩手     | 盛岡大付     | 2年ぶり9回目   |
| 秋田     | 大曲工       | 初出場         |
| 山形     | 鶴岡東       | 2年連続5回目   |
| 宮城     | 東北         | 7年ぶり22回目  |
| 福島     | 聖光学院     | 10年連続13回目 |
| 茨城     | 常総学院     | 3年ぶり16回目  |
| 栃木     | 作新学院     | 6年連続12回目  |
| 群馬     | 前橋育英     | 3年ぶり2回目   |
| 埼玉     | 花咲徳栄     | 2年連続4回目   |
| 山梨     | 山梨学院     | 5年ぶり6回目   |
| 千葉     | 木更津総合   | 3年ぶり5回目   |
| 東東京   | 関東第一     | 2年連続7回目   |
| 西東京   | 八王子       | 初出場         |
| 神奈川   | 横浜         | 3年ぶり16回目  |
| 長野     | 佐久長聖     | 2年ぶり7回目   |
| 新潟     | 中越         | 2年連続10回目  |
| 富山     | 富山第一     | 3年ぶり2回目   |
| 石川     | 星稜         | 2年ぶり18回目  |
| 福井     | 北陸         | 24年ぶり3回目  |
| 静岡     | 常葉菊川     | 3年ぶり5回目   |
| 愛知     | 東邦         | 2年ぶり17回目  |
| 岐阜     | 中京         | 14年ぶり6回目  |

| 地方大会 | 代表校       | 出場回数      |
| -------- | ------------ | ------------- |
| 三重     | いなべ総合   | 6年ぶり2回目  |
| 滋賀     | 近江         | 2年ぶり12回目 |
| 京都     | 京都翔英     | 初出場        |
| 奈良     | 智弁学園     | 2年ぶり18回目 |
| 和歌山   | 市和歌山     | 2年ぶり5回目  |
| 大阪     | 履正社       | 6年ぶり3回目  |
| 兵庫     | 市尼崎       | 33年ぶり2回目 |
| 岡山     | 創志学園     | 初出場        |
| 鳥取     | 境           | 9年ぶり8回目  |
| 広島     | 広島新庄     | 2年連続2回目  |
| 島根     | 出雲         | 初出場        |
| 山口     | 高川学園     | 初出場        |
| 香川     | 尽誠学園     | 9年ぶり11回目 |
| 愛媛     | 松山聖陵     | 初出場        |
| 徳島     | 鳴門         | 5年連続11回目 |
| 高知     | 明徳義塾     | 7年連続18回目 |
| 福岡     | 九州国際大付 | 3年連続7回目  |
| 佐賀     | 唐津商       | 5年ぶり5回目  |
| 長崎     | 長崎商       | 29年ぶり7回目 |
| 熊本     | 秀岳館       | 15年ぶり2回目 |
| 大分     | 大分         | 2年ぶり2回目  |
| 宮崎     | 日南学園     | 2年ぶり8回目  |
| 鹿児島   | 樟南         | 3年ぶり19回目 |
| 沖縄     | 嘉手納       | 初出場        |

## 試合結果

### 1回戦
| 試合日            | 試合順  | 勝利         | スコア | 敗戦         | 備考     | 試合時間  | 勝利校の次戦                   |
| ----------------- | ------- | ------------ | ------ | ------------ | -------- | --------- | ------------------------------ |
| 8月7日 （第1日）  | 第1試合 | 鳴門         | 3 - 2  | 佐久長聖     |          | 2時間12分 | 鳴門は第7日・第4試合へ         |
| 8月7日 （第1日）  | 第2試合 | 智弁学園     | 6 - 1  | 出雲         |          | 1時間59分 | 智弁学園は第7日・第4試合へ     |
| 8月7日 （第1日）  | 第3試合 | 盛岡大付     | 8 - 6  | 九州国際大付 |          | 2時間33分 | 盛岡大付は第7日・第3試合へ     |
| 8月8日 （第2日）  | 第1試合 | いなべ総合   | 5 - 3  | 鶴岡東       |          | 2時間3分  | いなべ総合は第8日・第1試合へ   |
| 8月8日 （第2日）  | 第2試合 | 中京         | 12 - 4 | 大分         |          | 2時間23分 | 中京は第8日・第2試合へ         |
| 8月8日 （第2日）  | 第3試合 | 履正社       | 5 - 1  | 高川学園     |          | 1時間45分 | 履正社は第8日・第4試合へ       |
| 8月8日 （第2日）  | 第4試合 | 東邦         | 19 - 9 | 北陸         |          | 2時間28分 | 東邦は第8日・第3試合へ         |
| 8月9日 （第3日）  | 第1試合 | 八戸学院光星 | 5 - 4  | 市尼崎       | 延長10回 | 2時間14分 | 八戸学院光星は第8日・第3試合へ |
| 8月9日 （第3日）  | 第2試合 | 山梨学院     | 5 - 3  | 長崎商       |          | 1時間54分 | 山梨学院は第8日・第1試合へ     |
| 8月9日 （第3日）  | 第3試合 | 横浜         | 7 - 1  | 東北         |          | 2時間24分 | 横浜は第8日・第4試合へ         |
| 8月9日 （第3日）  | 第4試合 | 常総学院     | 11 - 0 | 近江         |          | 2時間21分 | 常総学院は第8日・第2試合へ     |
| 8月10日 （第4日） | 第1試合 | 広島新庄     | 2 - 1  | 関東第一     | 延長12回 | 2時間42分 | 広島新庄は第9日・第3試合へ     |
| 8月10日 （第4日） | 第2試合 | 樟南         | 9 - 1  | 京都翔英     |          | 1時間57分 | 樟南は第9日・第2試合へ         |
| 8月10日 （第4日） | 第3試合 | 市和歌山     | 8 - 2  | 星稜         |          | 1時間46分 | 市和歌山は第9日・第1試合へ     |
| 8月10日 （第4日） | 第4試合 | 花咲徳栄     | 6 - 1  | 大曲工       |          | 2時間18分 | 花咲徳栄は第9日・第2試合へ     |
| 8月11日 （第5日） | 第1試合 | 日南学園     | 7 - 1  | 八王子       |          | 1時間50分 | 日南学園は第9日・第1試合へ     |
| 8月11日 （第5日） | 第2試合 | 富山第一     | 1x - 0 | 中越         |          | 1時間48分 | 富山第一は第9日・第3試合へ     |

### 2回戦
| 試合日            | 試合順  | 勝利       | スコア  | 敗戦         | 試合時間  | 勝利校の次戦                  |
| ----------------- | ------- | ---------- | ------- | ------------ | --------- | ----------------------------- |
| 8月11日           | 第3試合 | 嘉手納     | 10 - 3  | 前橋育英     | 2時間20分 | 嘉手納は第10日・第1試合へ     |
| 8月12日 （第6日） | 第1試合 | 聖光学院   | 5 - 3   | クラーク国際 | 2時間17分 | 聖光学院は第11日・第1試合へ   |
| 8月12日 （第6日） | 第2試合 | 北海       | 2x - 1  | 松山聖陵     | 2時間27分 | 北海は第11日・第4試合へ       |
| 8月12日 （第6日） | 第3試合 | 作新学院   | 3 - 0   | 尽誠学園     | 1時間53分 | 作新学院は第11日・第2試合へ   |
| 8月12日 （第6日） | 第4試合 | 秀岳館     | 6 - 1   | 常葉菊川     | 1時間58分 | 秀岳館は第10日・第2試合へ     |
| 8月13日 （第7日） | 第1試合 | 木更津総合 | 2 - 0   | 唐津商       | 1時間31分 | 木更津総合は第11日・第3試合へ |
| 8月13日 （第7日） | 第2試合 | 明徳義塾   | 7 - 2   | 境           | 1時間52分 | 明徳義塾は第10日・第1試合へ   |
| 8月13日 （第7日） | 第3試合 | 盛岡大付   | 11 - 8  | 創志学園     | 2時間37分 | 盛岡大付は第10日・第3試合へ   |
| 8月13日 （第7日） | 第4試合 | 鳴門       | 5 - 2   | 智弁学園     | 1時間56分 | 鳴門は第10日・第3試合へ       |
| 8月14日 （第8日） | 第1試合 | いなべ総合 | 7 - 2   | 山梨学院     | 1時間58分 | いなべ総合は第10日・第2試合へ |
| 8月14日 （第8日） | 第2試合 | 常総学院   | 8 - 3   | 中京         | 2時間20分 | 常総学院は第10日・第4試合へ   |
| 8月14日 （第8日） | 第3試合 | 東邦       | 10x - 9 | 八戸学院光星 | 2時間40分 | 東邦は第11日・第1試合へ       |
| 8月14日 （第8日） | 第4試合 | 履正社     | 5 - 1   | 横浜         | 2時間17分 | 履正社は第10日・第4試合へ     |
| 8月15日 （第9日） | 第1試合 | 日南学園   | 6 - 4   | 市和歌山     | 2時間2分  | 日南学園は第11日・第4試合へ   |
| 8月15日 （第9日） | 第2試合 | 花咲徳栄   | 6 - 3   | 樟南         | 2時間22分 | 花咲徳栄は第11日・第2試合へ   |
| 8月15日 （第9日） | 第3試合 | 広島新庄   | 7 - 1   | 富山第一     | 1時間49分 | 広島新庄は第11日・第3試合へ   |

### 3回戦
| 試合日             | 試合順  | 勝利       | スコア | 敗戦       | 試合時間  | 勝利校の次戦                    |
| ------------------ | ------- | ---------- | ------ | ---------- | --------- | ------------------------------- |
| 8月16日 （第10日） | 第1試合 | 明徳義塾   | 13 - 5 | 嘉手納     | 2時間19分 | 明徳義塾は準々決勝・2試合目へ   |
| 8月16日 （第10日） | 第2試合 | 秀岳館     | 6 - 1  | いなべ総合 | 2時間16分 | 秀岳館は準々決勝・1試合目へ     |
| 8月16日 （第10日） | 第3試合 | 鳴門       | 11 - 9 | 盛岡大付   | 2時間27分 | 鳴門は準々決勝・2試合目へ       |
| 8月16日 （第10日） | 第4試合 | 常総学院   | 7 - 4  | 履正社     | 2時間4分  | 常総学院は準々決勝・1試合目へ   |
| 8月17日 （第11日） | 第1試合 | 聖光学院   | 5 - 2  | 東邦       | 2時間16分 | 聖光学院は準々決勝・3試合目へ   |
| 8月17日 （第11日） | 第2試合 | 作新学院   | 6 - 2  | 花咲徳栄   | 2時間6分  | 作新学院は準々決勝・4試合目へ   |
| 8月17日 （第11日） | 第3試合 | 木更津総合 | 2 - 0  | 広島新庄   | 1時間23分 | 木更津総合は準々決勝・4試合目へ |
| 8月17日 （第11日） | 第4試合 | 北海       | 4 - 1  | 日南学園   | 1時間31分 | 北海は準々決勝・3試合目へ       |

### 準々決勝
| 試合日             | 試合順  | 勝利     | スコア | 敗戦       | 試合時間  | 勝利校の次戦                |
| ------------------ | ------- | -------- | ------ | ---------- | --------- | --------------------------- |
| 8月18日 （第12日） | 第1試合 | 秀岳館   | 4 - 1  | 常総学院   | 2時間7分  | 秀岳館は準決勝・2試合目へ   |
| 8月18日 （第12日） | 第2試合 | 明徳義塾 | 3 - 0  | 鳴門       | 1時間50分 | 明徳義塾は準決勝・1試合目へ |
| 8月18日 （第12日） | 第3試合 | 北海     | 7 - 3  | 聖光学院   | 2時間15分 | 北海は準決勝・2試合目へ     |
| 8月18日 （第12日） | 第4試合 | 作新学院 | 3 - 1  | 木更津総合 | 1時間41分 | 作新学院は準決勝・1試合目へ |

### 準決勝
| 試合日             | 試合順  | 勝利     | スコア | 敗戦     | 試合時間  |
| ------------------ | ------- | -------- | ------ | -------- | --------- |
| 8月20日 （第13日） | 第1試合 | 作新学院 | 10 - 2 | 明徳義塾 | 2時間30分 |
| 8月20日 （第13日） | 第2試合 | 北海     | 4 - 3  | 秀岳館   | 2時間18分 |

### 決勝
8月21日（第14日）
|          | 1 | 2 | 3 | 4 | 5 | 6 | 7 | 8 | 9 | R | H  | E |
| -------- | - | - | - | - | - | - | - | - | - | - | -- | - |
| 作新学院 | 0 | 0 | 0 | 5 | 1 | 0 | 1 | 0 | 0 | 7 | 11 | 0 |
| 北海     | 0 | 1 | 0 | 0 | 0 | 0 | 0 | 0 | 0 | 1 | 7  | 1 |

1. （作）：今井 - 鮎ケ瀬、仲尾
2. （北）：大西、多間 - 佐藤大
3. 審判
［球審］古川
［塁審］野口・美野・尾崎
4. 試合時間：2時間15分

| 作新学院 | 作新学院 | 作新学院          |
| 打順     | 守備     | 選手              |
| -------- | -------- | ----------------- |
| 1        | [遊]     | 山本拳輝（3年）   |
| 2        | [右]     | 山ノ井隆雅（3年） |
| 3        | [中]     | 小林虎太郎（3年） |
| 4        | [一]     | 入江大生（3年）   |
| 5        | [二]     | 藤野佑介（3年）   |
| 6        | [左]     | 碇大誠（3年）     |
|          | 左       | 鈴木萌斗（2年）   |
| 7        | [三]     | 篠﨑高志（3年）   |
| 8        | [捕]     | 鮎ケ瀬一也（3年） |
|          | 捕       | 仲尾有矢（3年）   |
| 9        | [投]     | 今井達也（3年）   |

| 北海 | 北海   | 北海            |
| 打順 | 守備   | 選手            |
| ---- | ------ | --------------- |
| 1    | [遊]   | 小野雄哉（3年） |
| 2    | [二]   | 菅野伸樹（3年） |
| 3    | [三]   | 佐藤佑樹（3年） |
| 4    | [捕]   | 佐藤大雅（2年） |
| 5    | [一]   | 川村友斗（2年） |
| 6    | [左]   | 布施太聖（2年） |
|      | 投     | 多間隼介（2年） |
| 7    | [右]   | 下方忠嗣（3年） |
|      | 打     | 井上雄喜（2年） |
| 8    | [投]左 | 大西健斗（3年） |
| 9    | [中]   | 鈴木大和（2年） |

## 大会本塁打
1回戦
- 第1号：手束海斗（鳴門）
- 第2号：太田英毅（智弁学園）
- 第3号：安永元也（九州国際大付）
- 第4号：小原大河（盛岡大付）
- 第5号：菅原優輝（盛岡大付）
- 第6号：宮崎悠斗（いなべ総合）
- 第7号：北川竜之介（中京）
- 第8号：吉位翔伍（中京）[注 1]
- 第9号：藤嶋健人（東邦）
- 第10号：鈴木理央（東邦）
- 第11号：田城飛翔（八戸学院光星）
- 第12号：公家響（横浜）
- 第13号：有村恒汰（常総学院）
- 第14号：石川大（常総学院）
- 第15号：佐渡敬斗（大曲工）

2回戦
- 第16号：入江大生（作新学院）
- 第17号：山本雄大（常葉菊川）
- 第18号：廣部就平（秀岳館）
- 第19号：濱智也（境）
- 第20号：植田拓（盛岡大付）
- 第21号：塩谷洋樹（盛岡大付）
- 第22号：花岡小次郎（八戸学院光星）
- 第23号：山本侑度（履正社）

3回戦
- 第24号：西浦颯大（明徳義塾）
- 第25号：中山晶量（鳴門）
- 第26号：日野洸太郎（鳴門）
- 第27号：塩谷洋樹（盛岡大付）
- 第28号：入江大生（作新学院）
- 第29号：楠本晃希（花咲徳栄）
- 第30号：木戸涼（木更津総合）
- 第31号：川村友斗（北海）

準々決勝
- 第32号：天本昂佑（秀岳館）
- 第33号：松尾大河（秀岳館）
- 第34号：川村友斗（北海）
- 第35号：入江大生（作新学院）
- 第36号：山ノ井隆雅（作新学院）

準決勝
- 第37号：西村舜（明徳義塾）

## その他の主な出場選手
- 三浦瑞樹（盛岡大付）
- 比嘉賢伸（盛岡大付）
- 藤井黎來（大曲工）
- 吉住晴斗（鶴岡東）
- 杉澤龍（東北）
- 鈴木駿輔（聖光学院）
- 鈴木昭汰（常総学院）
- 小川龍成（前橋育英）
- 丸山和郁（前橋育英）
- 高橋昂也（花咲徳栄）
- 岡﨑大輔（花咲徳栄）
- 清水達也（花咲徳栄）
- 西川愛也（花咲徳栄）
- 早川隆久（木更津総合）
- 山下輝（木更津総合）
- 佐藤奨真（関東第一）

- 石橋康太（関東第一）
- 藤平尚真（横浜）
- 石川達也（横浜）
- 増田珠（横浜）
- 福永奨（横浜）
- 万波中正（横浜）
- 元山飛優（佐久長聖）
- 今井順之助（中京）
- 加藤壮太（中京）
- 京山将弥（近江）
- 北村恵吾（近江）
- 石原彪（京都翔英）
- 山本祐大（京都翔英）
- 村上頌樹（智弁学園）
- 福元悠真（智弁学園）
- 松本竜也（智弁学園）

- 寺島成輝（履正社）
- 安田尚憲（履正社）
- 竹田祐（履正社）
- 髙田萌生（創志学園）
- 難波侑平（創志学園）
- 堀瑞輝（広島新庄）
- 山野太一（高川学園）
- 椋木蓮（高川学園）
- アドゥワ誠（松山聖陵）
- 河野竜生（鳴門）
- 古賀優大（明徳義塾）
- 中村貴浩（九州国際大付）
- 九鬼隆平（秀岳館）
- 田浦文丸（秀岳館）
- 萩原哲（日南学園）
- 浜屋将太（樟南）

## 備考
- 北北海道代表のクラーク国際は、通信制高校としては初の選手権大会出場校となった[9]。
- 準決勝に進出した4校はいずれも初戦が2回戦からだった。出場校が49校となった第60回大会以降では初となる。
- 当大会以降から、それまで高校野球期間中は隠されていたベンチ広告が高校野球開催時も隠さなくなった。

## 各地方大会の日程
- 日程…開幕日が太字になっている地方は、開会式のみ実施。
- チーム数は、日本高野連の発表に基づき、複数校で構成される連合チームを1チームとしてカウント。
- 連…連合チームが参加（○…あり、×…なし）

| 地方大会 | 日程              | チーム数 | 使用球場数（決勝戦の会場）                  | 準優勝校     | 連 |
| -------- | ----------------- | -------- | ------------------------------------------- | ------------ | -- |
| 北北海道 | 6月26日 - 7月21日 | 97       | 6（旭川スタルヒン球場）                     | 滝川西       | ○  |
| 南北海道 | 6月25日 - 7月22日 | 115      | 6（札幌市円山球場）                         | 札幌日大     | ○  |
| 青森     | 7月7日 - 7月21日  | 65       | 4（青森市営野球場）                         | 大湊         | ○  |
| 岩手     | 7月8日 - 7月24日  | 68       | 3（岩手県営野球場）                         | 一関学院     | ○  |
| 秋田     | 7月12日 - 7月25日 | 47       | 4（こまちスタジアム）                       | 角館         | ○  |
| 山形     | 7月8日 - 7月21日  | 49       | 5（荘内銀行・日新製薬スタジアムやまがた）   | 山形中央     | ×  |
| 宮城     | 7月10日 - 7月28日 | 72       | 4（楽天Koboスタジアム宮城）                 | 利府         | ○  |
| 福島     | 7月8日 - 7月24日  | 78       | 6（郡山総合運動場開成山野球場）             | 光南         | ○  |
| 茨城     | 7月7日 - 7月26日  | 100      | 5（水戸市民球場）                           | 明秀日立     | ○  |
| 栃木     | 7月10日 - 7月24日 | 63       | 3（宇都宮清原球場）                         | 国学院栃木   | ○  |
| 群馬     | 7月9日 - 7月28日  | 65       | 3（上毛新聞敷島球場）                       | 健大高崎     | ○  |
| 埼玉     | 7月9日 - 7月27日  | 158      | 10（埼玉県営大宮公園野球場）                | 聖望学園     | ○  |
| 山梨     | 7月10日 - 7月24日 | 36       | 2（山日YBS球場）                            | 東海大甲府   | ×  |
| 千葉     | 7月10日 - 7月26日 | 170      | 11（QVCマリンフィールド）                   | 市船橋       | ○  |
| 東東京   | 7月2日 - 7月28日  | 137      | 6（明治神宮野球場）                         | 東亜学園     | ○  |
| 西東京   | 7月2日 - 7月27日  | 128      | 8（明治神宮野球場）                         | 東海大菅生   | ○  |
| 神奈川   | 7月10日 - 7月31日 | 188      | 11（横浜スタジアム）                        | 慶応         | ○  |
| 長野     | 7月9日 - 7月24日  | 84       | 5（松本市野球場）                           | 松商学園     | ○  |
| 新潟     | 7月8日 - 7月24日  | 86       | 7（HARD OFF ECOスタジアム新潟）             | 新潟明訓     | ×  |
| 富山     | 7月14日 - 7月28日 | 47       | 6（富山市民球場）                           | 富山商       | ○  |
| 石川     | 7月14日 - 7月27日 | 50       | 3（石川県立野球場）                         | 日本航空石川 | ○  |
| 福井     | 7月14日 - 7月27日 | 30       | 3（福井県営球場）                           | 福井商       | ×  |
| 静岡     | 7月10日 - 7月27日 | 112      | 10（静岡県草薙総合運動場硬式野球場）        | 袋井         | ×  |
| 愛知     | 7月9日 - 7月30日  | 190      | 10（岡崎市民球場）                          | 愛工大名電   | ○  |
| 岐阜     | 7月10日 - 7月28日 | 68       | 7（長良川球場）                             | 大垣日大     | ×  |
| 三重     | 7月15日 - 7月28日 | 63       | 4（四日市市営霞ヶ浦第一野球場）             | 津田学園     | ○  |
| 滋賀     | 7月9日 - 7月27日  | 52       | 2（滋賀県立彦根球場）                       | 高島         | ○  |
| 京都     | 7月9日 - 7月25日  | 79       | 3（わかさスタジアム京都）                   | 福知山成美   | ×  |
| 奈良     | 7月10日 - 7月28日 | 41       | 1（佐藤薬品スタジアム）                     | 天理         | ×  |
| 和歌山   | 7月13日 - 7月28日 | 39       | 1（和歌山県営紀三井寺野球場）               | 箕島         | ×  |
| 大阪     | 7月9日 - 7月31日  | 177      | 7（舞洲ベースボールスタジアム）             | 金光大阪     | ○  |
| 兵庫     | 7月9日 - 7月28日  | 162      | 9（明石トーカロ球場）                       | 明石商       | ○  |
| 岡山     | 7月10日 - 7月25日 | 59       | 3（マスカットスタジアム）                   | 玉野光南     | ×  |
| 鳥取     | 7月16日 - 7月27日 | 25       | 1（どらやきドラマチックパーク米子市民球場） | 米子松蔭     | ×  |
| 広島     | 7月9日 - 7月26日  | 92       | 8（MAZDA Zoom-Zoom スタジアム広島）         | 如水館       | ○  |
| 島根     | 7月13日 - 7月24日 | 39       | 2（松江市営野球場）                         | 立正大淞南   | ×  |
| 山口     | 7月15日 - 7月28日 | 59       | 4（西京スタジアム）                         | 宇部鴻城     | ○  |
| 香川     | 7月9日 - 7月25日  | 40       | 2（レクザムスタジアム）                     | 高松商       | ×  |
| 愛媛     | 7月13日 - 7月28日 | 60       | 4（坊っちゃんスタジアム）                   | 新田         | ×  |
| 徳島     | 7月9日 - 7月28日  | 31       | 1（オロナミンC球場）                        | 鳴門渦潮     | ×  |
| 高知     | 7月16日 - 7月27日 | 29       | 2（高知県立春野運動公園野球場）             | 中村         | ○  |
| 福岡     | 7月9日 - 7月30日  | 134      | 10（北九州市民球場）                        | 福岡工大城東 | ○  |
| 佐賀     | 7月9日 - 7月25日  | 41       | 2（みどりの森県営球場）                     | 佐賀商       | ×  |
| 長崎     | 7月8日 - 7月24日  | 57       | 2（長崎ビッグNスタジアム）                  | 大村工       | ×  |
| 熊本     | 7月10日 - 7月26日 | 63       | 3（藤崎台県営野球場）                       | 九州学院     | ○  |
| 大分     | 7月3日 - 7月25日  | 45       | 1（別大興産スタジアム）                     | 佐伯鶴城     | ○  |
| 宮崎     | 7月9日 - 7月27日  | 48       | 2（KIRISHIMAサンマリンスタジアム宮崎）      | 宮崎商       | ○  |
| 鹿児島   | 7月2日 - 7月26日  | 73       | 2（鹿児島県立鴨池野球場）                   | 鹿児島実     | ○  |
| 沖縄     | 6月18日 - 7月17日 | 63       | 4（沖縄セルラースタジアム那覇）             | 美里工       | ×  |

1. 1 2 3  地方大会の日程発表　熊本は未定
2. ↑  
| 支部         | 空知 | 空知 | 旭川 | 旭川 | 旭川 | 旭川 | 名寄 | 名寄 | 北見 | 北見 | 北見 | 十勝 | 十勝 | 十勝 | 釧根 | 釧根 | 釧根 |
| ブロック     | A    | B    | A    | B    | C    | D    | A    | B    | A    | B    | C    | A    | B    | C    | A    | B    | C    |
| 参加チーム数 | 7    | 7    | 5    | 6    | 5    | 6    | 4    | 4    | 5    | 4    | 5    | 7    | 7    | 7    | 6    | 6    | 6    |
| 使用球場数   | 1    | 1    | 1    | 1    | 1    | 1    | 1    | 1    | 1    | 1    | 1    | 1    | 1    | 1    | 1    | 1    | 1    |
3. 1 2 3 4  試合のみ雨天順延。
4. ↑  
| 支部         | 札幌 | 札幌 | 札幌 | 札幌 | 札幌 | 札幌 | 札幌 | 札幌 | 函館 | 函館 | 函館 | 室蘭 | 室蘭 | 室蘭 | 小樽 | 小樽 |
| ブロック     | A    | B    | C    | D    | E    | F    | G    | H    | A    | B    | C    | A    | B    | C    | A    | B    |
| 参加チーム数 | 7    | 7    | 7    | 8    | 7    | 7    | 7    | 8    | 7    | 8    | 8    | 7    | 8    | 8    | 5    | 6    |
| 使用球場数   | 3    | 3    | 3    | 3    | 3    | 3    | 3    | 3    | 1    | 1    | 1    | 1    | 1    | 1    | 1    | 1    |
5. 1 2 3 4 5 6 7 8  開会式を含め開幕日雨天順延（宮城・栃木・山梨・千葉・静岡・岐阜・滋賀・京都の各大会は7月9日に開幕予定だったが、開会式を含め初日の試合・プログラムが全て中止・順延となった。）。